# Гасанли, Джамиль Поладхан оглы
Джамиль Поладхан оглы Гасанлы (ранее Гасанов; азерб. Cəmil Poladxan oğlu Həsənli) — советский и азербайджанский историк, доктор исторических наук, профессор; политический деятель. Председатель Национального совета демократических сил, бывший депутат парламента Азербайджана. Возглавлял Комитет защиты прав Лейлы Юнус после её ареста. В 2015 году был удостоен премии Иона Рациу за демократию, вручаемой Международным научным центром Вудро Вильсона в Вашингтоне.

## Биография
Родился 15 января 1952 года в Пушкинском районе (ныне Билясуварский) Азербайджана. В 1970 году, по окончании средней школы в селе Алар Джалильабадского района, поступил на исторический факультет Азербайджанского государственного университета имени С. М. Кирова.
После окончания в 1975 году АГУ работал преподавателем истории в средней школе села Тазакенд Джалилабадского района. В 1976—1977 годах Дж. Гасанлы работал в качестве лектора в Бакинском филиале Центрального музея Ленина. В 1977 году поступил в аспирантуру исторического факультета АГУ по кафедре Новой и новейшей истории стран Европы и Америки. С 1980 года работал преподавателем, старшим преподавателем кафедры. В 1984 году защитил кандидатскую диссертацию на тему советско-американских отношений и ему было присвоена учёная степень кандидата исторических наук. С 1990 года Гасанлы доцент кафедры. В 1992 году защитил докторскую диссертацию на тему «Азербайджанская Республика в системе международных отношений (1918—1920 гг.)». В 1992—1994 гг. заведовал кафедрой Новой и новейшей истории стран Европы и Америки. В 1993 году получил учёное звание профессора. Длительное время ведет занятия по курсам Новейшей истории стран Европы и Америки, Истории международных отношений, специальным курсам, под его руководством подготовлены и защищены 5 кандидатских диссертаций. С апреля по сентябрь 1993 года работал советником Президента Азербайджанской Республики Эльчибея. В 1994—2004 гг. являлся членом Экспертного совета Высшей аттестационной комиссии Азербайджанской Республики при президенте страны. С 1998 года — член Североамериканского общества по изучению Среднего Востока.
В 2000 году был избран депутатом Милли Меджлиса (парламента) Азербайджанской Республики, входил в состав фракции оппозиционной партии Народного фронта Азербайджана. В 2005 году вновь был избран депутатом Милли Меджлиса Азербайджанской Республики. В 2009 году стал одним из учредителей Форума интеллигенции Азербайджана. 23 августа 2013 года оппозиционный Национальный совет демократических сил избрал профессора Джамиля Гасанлы вторым единым кандидатом для участия в президентских выборах 9 октября 2013 года на тот случай, если основному кандидату от НСДС Рустаму Ибрагимбекову будет отказано в регистрации по причине наличия российского гражданства. 24 августа в ЦИК Азербайджана были представлены документы о выдвижении Джамиля Гасанлы кандидатом в президенты.
Джамиль Гасанлы является членом Специализированного совета по защите диссертаций Института истории Национальной академии наук Азербайджана, членом Комиссии по образованию при Президенте Республики. Дж. Гасанлы — автор 15 монографий и книг, более 100 статей, опубликованных в Азербайджане, США, Турции и других странах. Сферы научных интересов: история внешней политики Азербайджанской Демократической Республики в 1918—1920 гг., история Южного Азербайджан в период Второй мировой войны и в первые послевоенные годы, советско-турецкие отношения.

## Президентские выборы в Азербайджане (2013)
24 августа 2013 года Джамиль Гасанлы был выдвинут единым кандидатом от Национального совета демократических сил.

### Комментарии
1. ↑  В своей кандидатской диссертации[1] и публикациях[2][3], по меньше мере до 1991 года, он указывался как Гасанов, Джамиль Поладхан оглы (Ҹəмиль Һəсəнов).